# آنتونی مامو
سر آنتونی ژوزف مامو (انگلیسی: Sir Anthony Joseph Mamo؛ زادهٔ ۹ ژانویه ۱۹۰۹ – درگذشتهٔ ۱ مه ۲۰۰۸) یک سیاست‌مدار اهل مالت بود.
آنتونی مامو در ۱ مه ۲۰۰۸ در سن ۹۹ سالگی درگذشت.